# Roy Mayorga
Roy Mayorga Santos, detto Maurice (New York, 6 aprile 1970), è un batterista e polistrumentista statunitense, membro del gruppo musicale alternative metal Stone Sour dal 2006.

## Biografia
Di origini ecuadoregne e cubane, Mayorga è stato il primo batterista del gruppo musicale brasiliano Soulfly. Prima dei Soulfly, ha suonato con gli Shelter e i Thorn, e ha fatto parte di una delle band politicamente più influenti di New York tra gli anni ottanta e novanta, i Nausea.
Nel 2004 ha contribuito alla fondazione del supergruppo Abloom, insieme ad altri due membri dei Soulfly e a due componenti degli Snot. L'anno successivo appare come uno dei batteristi sulla compilation della Roadrunner United, The All-Star Sessions, precisamente nelle tracce The Enemy, The End e Baptized in the Redemption, tutte prodotte e scritte dall'ex chitarrista dei Fear Factory Dino Cazares.
Ha suonato con i Sepultura per il tour europeo del 2006 (insieme agli In Flames) per via dell'assenza di Igor Cavalera. È entrato a far parte ufficialmente degli Stone Sour il 10 maggio 2006 al posto di Joel Ekman, suonando nell'album Come What(ever) May.
A partire dal 2019, entra a far parte ufficialmente degli Hellyeah per rimpiazzare il suo amico Vinnie Paul, scomparso l'anno precedente. A inizio 2021 viene annunciato come batterista live per il prossimo tour statunitense dei Ministry, in cui aveva già militato diversi anni prima.

## Discografia

### Con i Nausea
- 1990 – Extinction
- 1990 – Cybergod
- 1991 – Lie Cycle
- 1993 – Extinction: The Second Coming
- 2004 – Punk Terrorist Anthology Vol. 1

### Con i Thorn
- 1993 – Bitter Potion
- 1993 – She Rises like the Sun (EP)

### Con i Soulfly
- 1998 – Soulfly
- 2002 – 3

### Con gli Stone Sour
- 2006 – Come What(ever) May
- 2007 – Live in Moscow (live)
- 2010 – Audio Secrecy
- 2012 – House of Gold & Bones Part 1
- 2013 – House of Gold & Bones Part 2
- 2015 – Meanwhile in Burbank... (EP)
- 2015 – Straight Outta Burbank (EP)
- 2017 – Hydrograd
- 2018 – Hydrograd Acoustic Sessions (EP)
- 2019 – Hello, You Bastards: Live in Reno (live)

### Con gli Amebix
- 2010 – Redux (EP)
- 2011 – Sonic Mass
- 2021 – The Power Remains the Same
- 2021 – Live in Camden 2009 (live)

### Collaborazioni
- 1986 – Youthquake – Stress Test
- 1990 – Word Made Flesh – Word Made Flesh (basso)
- 1993 – Black Rain – Untitled
- 1993 – Social Outcast/Jesus Chrust – If the Children Are Our Future/Is This the Future for Our Children? (batteria nei Jesus Chrust)
- 1996 – Crisis – The Hollowing (batteria in Fires of Sorrow e Surviving the Siren)
- 1997 – AA.VV. - Show & Tell: A Stormy Remembrance of TV Theme Songs (chitarra in Diff'rent Strokes dei Todd Bridges and the Whatchu Talking 'Bout Willis Experience)
- 1997 – Cause for Alarm – Birth After Birth (chitarra solista in Summer on Avenue A)
- 2000 – Dave Navarro – Trust No One
- 2000 – Mass Mental? – Live in Tokyo
- 2001 – V-Ice – Bi-Polar (batteria nei brani Nothing Is Real, Mudd Munster e Primal Side)
- 2002 – Medication – Medication
- 2005 – Roadrunner United – The All-Star Sessions (batteria in The Enemy, The End e Baptized in the Redemption)
- 2007 – Black President – Black President
- 2008 – Roadrunner United – The Concert (batteria in Abigail, Alison Hell, The End, Eye for an Eye, Refuse/Resist e Surfacing)
- 2009 – Yael – The Love Project Journey EP (batteria in YaelaYorga, chitarra e sintetizzatore in 60/60)
- 2009 – Team Cybergeist – How To Destroy Something Beautiful (percussioni in Everything)
- 2009 – Darzamat – Solfernus' Path (sintetizzatore, percussioni in False Sleepwalker)
- 2009 – Mower – Make It A Double (percussioni in Faded e Road Rage)
- 2012 – Father Tiger – EP 1 (batteria in Shell)
- 2012 – Synical – Quit While You're Behind (batteria in Never Meant to Last, Learn to Love It, Low Quality Guy e Quit While You're Behind)
- 2014 – AA.VV. – Ronnie James Dio - This Is Your Life (batteria in Rainbow in the Dark)
- 2014 – Channel Zero – Kill All Kings
- 2018 – Ministry – AmeriKKKant (batteria in Victims of a Clown, Game Over e Amerikkka)
- 2019 – Wednesday 13 – Necrophaze (tastiere, sintetizzatore e pianoforte)
- 2019 – Mark Morton – Anesthetic (batteria in The Never, Back from the Dead e The Truth Is Dead)
- 2020 – AA.VV. – Slay at Home Charity Compilation (presente in At Night)
- 2021 – Ministry – Moral Hygiene (batteria in Alert Level)